# Душко Мазалица
Душко Мазалица (Бања Лука, 12. март 1977) српски је филмски, телевизијски и позоришни глумац.

## Улоге
| Год.     | Назив                       | Улога                   |
| -------- | --------------------------- | ----------------------- |
| 1990.-те |                             |                         |
| 1998.    | Линије                      | Доктор                  |
| 1999.    | Мејдан Симеуна Ђака         |                         |
| 1999.    | Жене, људи и остало         |                         |
| 2000.-те |                             |                         |
| 2008.    | Турнеја                     | Први војник на приредби |
| 2009.    | Свети Георгије убива аждаху | Гаврило Принцип         |
| 2010.-те |                             |                         |
| 2011.    | Непријатељ                  | Јовица                  |
| 2011.    | Здухач значи авантура       | Сима                    |
| 2011.    | Турнеја (ТВ серија)         | први војник на приредби |
| 2013.    | Замало живот                | Ацо                     |